# کروشوو (پرییپویه)
کروشوو (به صربی: Kruševo) یک منطقهٔ مسکونی در صربستان است که در پریژپولجه واقع شده‌است. کروشوو ۳۶ نفر جمعیت دارد.